# Білобров Іван Федорович
Іван Федорович Білобров (нар. 1905, Краматорськ — ?) — український радянський господарський і державний діяч.

## Біографія
Народився 1905 року в місті Краматорськ Катеринославської губернії (нині Донецької області). Член РКП(б) з 1925 року.
- почав працювати слюсарем на Краматорському машинобудівному заводі;
- 1931 — закінчив Харківський інститут;
- 1931 — 1937 — начальник зміни, в.о. начальника прокатного цеху Краматорського машинобудівного заводу;
- 1937 — 1940 — директор Виксунського металургійного заводу (Горьковська область, РСФСР);
- 1940 — 1942 — директор Таганрозького металургійного заводу (Ростовська область, РСФСР);
- червень 1942 — липень 1945 — директор Лисьвенського металургійного заводу (Молотовська область, РСФСР);
- з 1945 — директор Макіївського металургійного заводу імені С. М. Кірова (Сталінська область, УРСР);
- 28 січня 1949 — 23 березня 1954 — член ЦК КП(б)У — КПУ;
- У 50-60-ті роки — заступник начальника Главспецсталі Міністерства чорної металургії СРСР, радник з чорної металургії в Китайській Народній Республіці, працівник відділу чорної металургії Держплану СРСР і Держекономради СРСР;
- з 1970 року на пенсії.

Нагороджений чотирма орденами Леніна, орденом Трудового Червоного Прапора, орденом «Знак Пошани», орденом Вітчизняної війни I ступеня, медалями. Заслужений металург СРСР.